# Ennetières-en-Weppes
Ennetières-en-Weppes település Franciaországban, Nord megyében. Lakosainak száma 1288 fő (2022. január 1.). Ennetières-en-Weppes Prémesques, Bois-Grenier, Capinghem, La Chapelle-d’Armentières, Englos, Escobecques, Lille és Radinghem-en-Weppes községekkel határos.

## Népesség
A település népességének változása:
| Lakosok száma | 1275 | 1302 | 1336 | 1311 | 1300 | 1304 | 1299 | 1293 | 1288 |
|               | 2013 | 2015 | 2016 | 2017 | 2018 | 2019 | 2020 | 2021 | 2022 |